# Lega per l'Autonomia - Alleanza Lombarda
La Lega per l'Autonomia - Alleanza Lombarda fu un partito politico italiano di orientamento regionalista, attivo nella regione Lombardia, fondato nel 1996.
Si è formato a seguito della confluenza di due distinti soggetti politici: 
- Alleanza Lombarda Autonomia, fondata nel 1989 da Pierangelo Brivio (marito di Angela Bossi, sorella del leader della Lega Nord, Umberto Bossi), presentatasi alle elezioni politiche del 1992 e, col nome La Lega di Angela Bossi, alle politiche del 1994[1];
- Lega Alpina Lumbarda, nata nel 1991 come Lega Alpina su iniziativa dello studioso e attivista dell'autonomismo piemontese Roberto Gremmo, che alle elezioni politiche del 1992 presentò due liste riconducibili alla Lega Alpina: la Lega Alpina Piemont, in tutto il Piemonte sia alla Camera che al Senato, e la Lega Alpina Lumbarda, nelle circoscrizioni Milano-Pavia e Bergamo-Brescia della Camera e in tutta la Lombardia al Senato. Qui ottenne oltre 119 000 voti, pari al 2,12% su scala regionale, eleggendo senatore Elidio De Paoli.

La titolarità del simbolo del partito è stata in seguito oggetto di contesa tra i due fondatori.

## Storia

### Gli inizi nel 1996: Brivio e De Paoli
La lista fu presentata per la prima volta, in tutti i collegi senatoriali della Lombardia, in occasione delle elezioni politiche del 1996 in nome e per conto dell'associazione Lega per l'Autonomia Alleanza Lombarda. Questa era stata creata per riunire in un unico soggetto politico il movimento Alleanza Lombarda Autonomia di Pierangelo Brivio e sua moglie Angela Bossi (sorella di Umberto Bossi, leader della Lega Nord), attivo in Lombardia dal 1989, e la Lega Alpina Lumbarda del senatore uscente Elidio De Paoli, il quale ne divenne leader e approfittò del fatto che nel frattempo Roberto Gremmo, fondatore del movimento, si era volontariamente ritirato dalla scena politica.
La lista ottenne nel 1996 discreti risultati (oltre 100.000 voti) ma, anche per il sistema elettorale prevalentemente maggioritario, non riuscì ad eleggere nemmeno un senatore (nemmeno De Paoli ottenne la riconferma). In seguito a questo risultato i rapporti tra le due anime del movimento si deteriorarono al punto che De Paoli fondò nel 2001, poco prima delle elezioni politiche, l'associazione "Lega per l'Autonomia Alleanza Lombarda", depositando a suo nome il contrassegno già presentato alle precedenti elezioni.

### La fase 2001-2006
Avvenne quindi che alle elezioni politiche del 2001 Elidio De Paoli ripresentò il simbolo nei collegi senatoriali della Lombardia al di fuori dai poli, senza più tuttavia l'accordo con il movimento di Brivio. La lista conquistò un buon 5,4% delle preferenze nella circoscrizione lombarda ed elesse un senatore, il proprio leader De Paoli (che aderì al gruppo misto e alla componente LAL - Lega per l'Autonomia Lombarda), con il sistema del recupero proporzionale nel collegio numero 32 di Albino (BG). Successivamente il movimento elesse anche un consigliere provinciale a Brescia ed uno a Bergamo.
Alle elezioni europee del 2004 partecipò ad un cartello con altri movimenti autonomisti ed indipendentisti come Liga Fronte Veneto, Partito Sardo d'Azione, Union für Südtirol, Libertà Emiliana-Alleanza Libera Emilia e Fronte Giuliano, raccogliendo lo 0,5% di voti a livello nazionale e l'1,5% in Lombardia.

### Le politiche del 2006 e il patto con l'Unione: De Paoli sottosegretario
In occasione delle elezioni politiche del 2006 si registrò una diatriba tra Elidio De Paoli e Ambrogio Matteo Brivio (figlio del deceduto Pierangelo Brivio) sulla paternità di nome e simbolo del movimento. Prima delle elezioni del 2006 Brivio depositò nome e simbolo al Ministero dell'Interno, e lo stesso fece De Paoli. Il Ministero ricusò la richiesta di Brivio e di Angela Bossi (vedova di Pierangelo) in quanto De Paoli, già presente in Parlamento come senatore, ne aveva la priorità; il successivo ricorso presentato da Brivio fu respinto dalla Corte avendo De Paoli depositato il contrassegno prima di Brivio.
La lista guidata da De Paoli poté perciò presentarsi alle elezioni come alleato dell'Unione in entrambe le Camere. Era presente, al Senato, in Lombardia e, alla Camera, nella circoscrizione Lombardia 2 (Brescia, Bergamo, Lecco, Como, Varese, Sondrio).
Al Senato, a livello regionale, ottenne 90.943 voti (pari all'1,5%) che non furono sufficienti a superare lo sbarramento regionale del 3% e di conseguenza non elesse alcun senatore. Alla Camera ottenne 44.580 voti pari all'1,6% a livello circoscrizionale (con una punta del 2% in provincia di Bergamo).
Il 15 aprile 2006, all'indomani della vittoria risicata del centrosinistra, il movimento venne preso di mira dal coordinatore della Lega Nord Roberto Calderoli, il quale contestò la liceità di sommare i voti di questa lista alla coalizione guidata da Romano Prodi, in quanto la legge elettorale (di cui era stato coautore), in un suo articolo, lascerebbe intendere (pur senza esplicitarlo) che una lista, per concorrere al successo della coalizione, debba presentarsi in più di una circoscrizione . La Cassazione tuttavia respinse le contestazioni e riconobbe che i voti del partito andavano sommati a quelli della coalizione di centrosinistra.
Dopo la nascita del secondo Governo Prodi, il leader del movimento De Paoli ottenne l'incarico di sottosegretario allo Sport.

### Le elezioni del 2008: il riflusso elettorale
Dopo la crisi di governo e l'indizione di elezioni politiche anticipate, si ripropose la disputa sulla titolarità del simbolo: da una parte Eva Rossi, moglie di De Paoli; dall'altra Brivio, che presentò due distinti contrassegni con la medesima denominazione. Il Ministero ricusò il simbolo storico presentato da Brivio, mentre accettò quello di Rossi, che riuscì a presentarsi alle elezioni registrando tuttavia una notevole flessione: 45.622 voti al Senato, nella Regione Lombardia (corrispondenti allo 0,8% su base regionale), e 13.997 nella circoscrizione Lombardia 2 (pari allo 0,5%).

### La situazione al 2009
In occasione delle elezioni per il rinnovo del Parlamento europeo, il Ministero dell'Interno riattribuì il contrassegno all'associazione Lega per l'Autonomia Alleanza Lombarda di Matteo Brivio, escludendo Elidio De Paoli dall'utilizzo; quest'ultimo provvide quindi a sostituire il simbolo in questione con un contrassegno che si richiamava alla storica Lega Alpina Lumbarda.
Entrambi i movimenti non riuscirono tuttavia a raccogliere un numero di firme sufficiente per partecipare alle elezioni europee: la lista di De Paoli fu presente solo alle elezioni provinciali di Brescia e in altre realtà locali con il nome di Lega Alpina Lumbarda, nome del vecchio movimento fondato da Gremmo.

## Risultati elettorali
| Elezione       | Elezione | Voti    | %    | Seggi |
| -------------- | -------- | ------- | ---- | ----- |
| Politiche 1996 | Senato   | 106.313 | 0,33 | 0     |
| Politiche 2001 | Senato   | 308.559 | 0,91 | 1     |
| Europee 2004   | 159.098  | 0,49    | 0    |       |
| Politiche 2006 | Camera   | 44.589  | 0,12 | 0     |
| Senato         | 90.855   | 0,27    | 0    |       |
| Politiche 2008 | Camera   | 13.997  | 0,04 | 0     |
| Senato         | 45.622   | 0,14    | 0    |       |